# 소련군

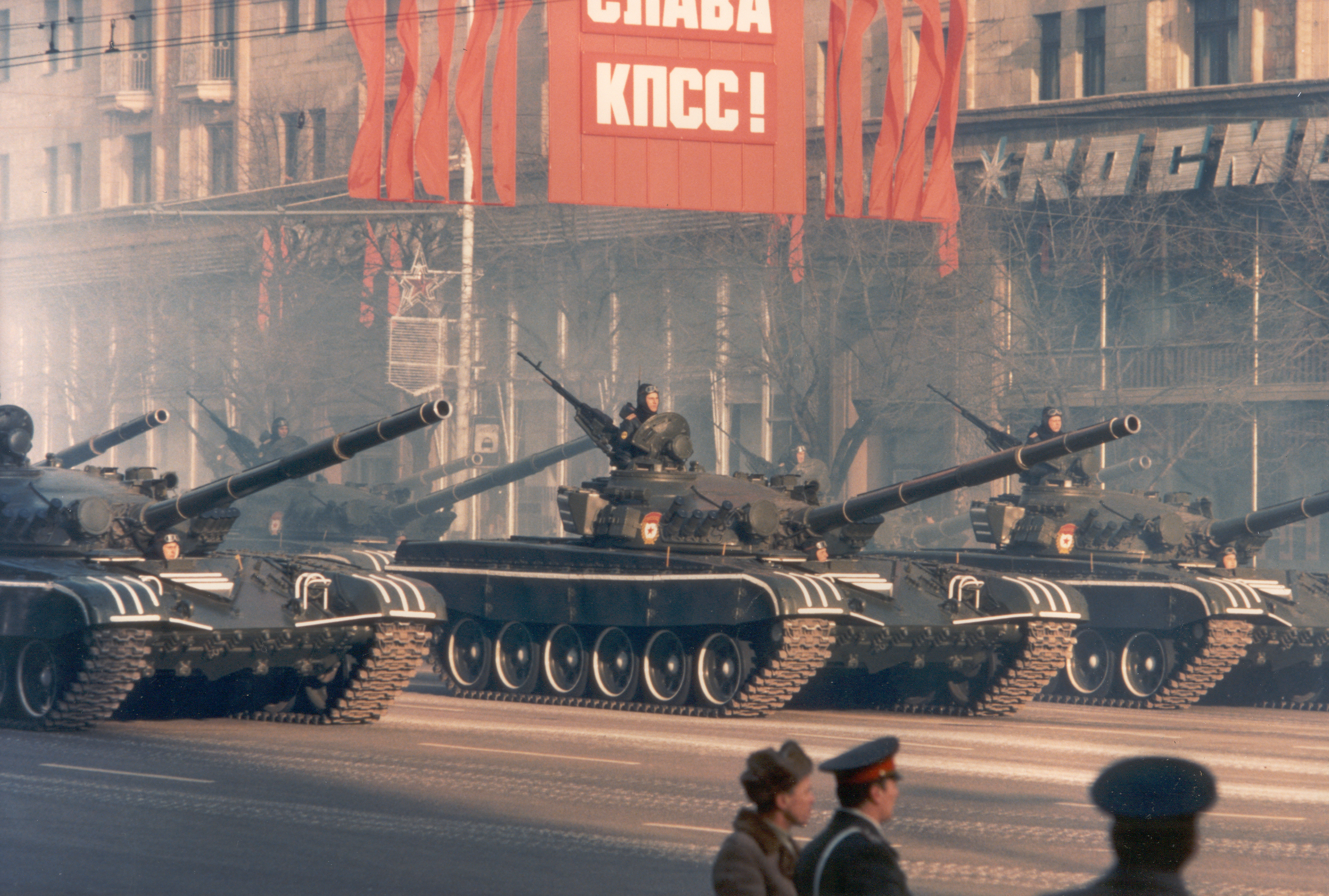
1983년 혁명 축하 군사 퍼레이드

소비에트 사회주의 공화국 연방군(러시아어: Вооружённые Силы Союза Советских Социалистических Республик) 또는 줄여서 소련군(蘇聯軍, 러시아어: Вооружённые силы СССР)은 소련의 군대이다. 1946년 2월 25일 이전의 명칭은 붉은 군대였다.

## 역사

### 기원

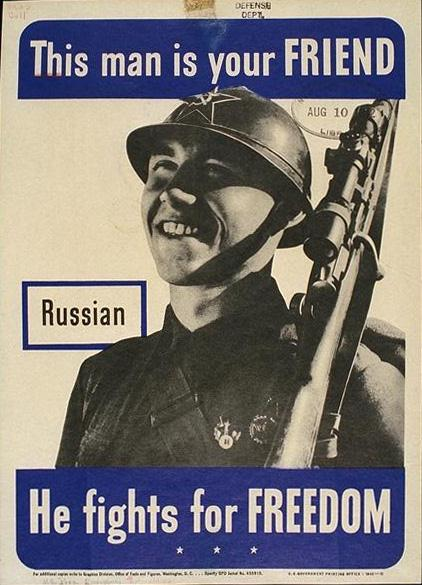
제2차 세계 대전 기간의 미국 정부의 포스터. 친근한 소련 병사를 그리고 있다.

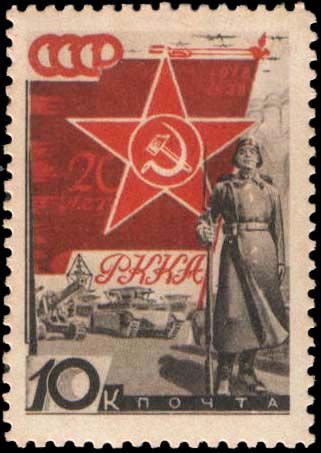
1938년에 발행된 우표

소련군의 전신은 러시아 혁명으로 탄생한 적위대(赤衛隊)이다.
혁명에 가담한 노동자와 병사들로 구성된 민병대 수준이었던 적위대를 군대로 재탄생시킨 사람은 레온 트로츠키였다. 혁명에 반대하는 백군이 반란을 일으켜 러시아 내전이 일어나자 트로츠키는 이 적위대를 개편하여 백군에 대항하는 적군을 만들었다. 적군은 백군을 쳐부수고 러시아 내전에서 승리하였고 볼셰비키는 소련을 탄생시켰다.
특기할 만한 제도로는 정치지도원 제도가 있다. 나폴레옹처럼 군대 내의 혁명에 반대하는 군인(소련군의 지휘관들 중 상당수가 소비에트 입장에서 사상성이 의심가는 러시아 제국 장군 출신이었다.)이 혁명 정부에 반기를 들 것이라 걱정한 트로츠키는 군에 정치지도원을 배치하여 장군을 감시, 감독하게 하였다.
정치지도원의 임무중에는 대한민국 국군의 정훈 장교와 유사하게 장병들에게 국가와 당에 대한 충성심을 지도하는 역할도 있었다. 정치위원은 야전군부터 소대까지의 모든 단위 부대에 지휘관과 동시에 배치되었으며, 부대의 명령은 사령관, 참모장, 정치위원 세명의 승인이 있어야만 집행되었다.
이 제도는 지휘권의 단일화이라는 점에서는 심각한 영향을 미쳤으나, 군에 대한 소련 공산당의 우위를 통하여 쿠데타를 방지한다는 점에서는 효과적으로 작용하였다.

### 제2차 세계 대전
파시즘이 유럽에 확산되자 소련은 1939년 징병제를 실시하였다. 그리고 혁명과 함께 폐지된 군 계급이 부활하였다. 그리고 1930년대 소련의 산업화로 소련군은 장갑차, 전차, 항공기로 무장한 현대적인 군대가 되었다.
그러나 이런 소련군의 양적 팽창과 질적 발전에도 불구하고, 이를 뒷받침할 효과적 훈련은 거의 이루어지지 않았으며, 특히 1930년대 말 소련의 대숙청(예조프치나)으로 많은 지휘관이 숙청당하였고 숙청당하지 않은 지휘관도 정치적 압박을 받게 되었다. 이로 인하여 소련군은 1941년 6월 나치 독일의 침공으로 독소전쟁에서 초기에 대부분의 전투에서 패배하며 큰 피해를 입었고 모스크바 함락 직전까지 가게 되었다. 소련군은 패배가 코앞까지 다가오자 지휘관에 대한 정치적 압박을 줄였고 이에 뛰어난 지휘관이 지휘하는 소련군은 독일군을 상대로 전쟁에서 승리하였다.

### 냉전
소련은 미국과 함께 제2차 세계 대전 승리로 초강대국이 되었다. 육군은 천만 명이었다. 소련은 미국을 필두로 하는 자유 민주주의 진영에 대항하기 위하여, 재래식 무기 이외에도 1949년 8월 29일에 원자 폭탄(原爆)을 만들었고 1953년 8월 12일에는 수소 폭탄을 만들었다. 1961년 11월 30일에는 차르 봄바 수소 폭탄을 폭발시켰다. 그리고 소련은 1957년 8월 21일 세계 최초로 대륙간 탄도 미사일을 만들었고 많은 대륙간 탄도 미사일과 핵잠수함을 배치하여 막강한 군사력을 유지하고 있었다.
1991년 12월 26일 소련의 해체와 함께 소련군도 해체되었다. 해체되기 직전의 소련군 육군은 미육군보다 더 강력한 상태였으며 해군, 공군은 미해군, 공군과 비슷했다. 정규군은 5백만 명이 넘었고 예비군은 천만 명이 넘었으며 주력 전차, 중거리 로켓포, 대공 전차는 합쳐서 5만 대가 넘었다. 러시아 연방군이 거의 대부분의 무기와 인력을 흡수하였고, 소련의 붕괴로 독립한 다른 공화국들도 일부를 자국군으로 흡수하였다.

## 조직

### 통제기구
- 국방인민위원회
- 적군참모본부

### 군사행정단위
- 아르한겔스크 군관구
- 레닌그라드 군관구
- 발트 군관구
- 서부 특별군관구(벨로루시, 리보프 근처 우크라이나 SSR 서부)
- 키예프 특별군관구
- 오데사 군관구
- 북카프카스 군관구
- 자카프카스 군관구
- 모스크바 군관구
- 볼가 군관구
- 중앙아시아 군관구
- 우랄 군관구
- 시베리아 군관구
- 자바이칼 군관구
- 하리코프 군관구
- 오룔 군관구
- 극동 군관구

### 해군
해군은 해군인민위원부(海軍人民委員部)에 소속.
- 북방 함대
- 발트 해 함대
- 흑해 함대
- 태평양 함대

- 북태평양 소함대
- 아무르 소함대
- 카스피 해 소함대
- 다뉴브 소함대
- 핀스크 소함대

## 역대 지도자

### 초기(러시아 내전)
- 레프 트로츠키: 붉은 군대의 창설자.
- 미하일 프룬제
- 미하일 투하체프스키
- 세묜 부됸니
- 클리멘트 보로실로프
- 바실리 블류헤르
- 알렉산드르 예고로프

### 발전기 (독소전쟁)
- 보리스 샤포슈니코프
- 세묜 티모셴코
- 게오르기 주코프
- 이반 코네프
- 콘스탄틴 로코소프스키
- 알렉산드르 바실레프스키

## 주요 무기
- 제2차 세계 대전의 소련군 무기

## 주요 전쟁, 전투
- 10월 혁명
- 러시아 내전
- 폴란드-소련 전쟁
- 할힌골 전투
- 제2차 세계 대전
  - 폴란드 침공
    - 소련의 폴란드 침공

  - 겨울 전쟁
  - 대조국전쟁 (1941년 ~ 1945년)
    - 바르바로사 작전
    - 계속 전쟁
    - 키예프 전투
    - 레닌그라드 포위전
    - 모스크바 공방전
    - 세바스토폴 포위전
    - 스탈린그라드 전투
    - 쿠르스크 전투
    - 바그라티온 작전
    - 베를린 공방전

  - 만주 전략공세작전
- 소련의 아프가니스탄 침공 (1979년 ~ 1989년)

## 같이 보기
- 소련이 저지른 전쟁 범죄
- 미하일 투하쳅스키